# Ventilvereisung
Ventilvereisung ist eine Erscheinung, die bei der Benutzung von Atemgeräten auftreten kann, beispielsweise beim Tauchsport, bei der Feuerwehr oder beim Segelflug. Sie kann auftreten, wenn ein Atemgas – z. B. Druckluft – aus einer Überdruck-Vorratsflasche entnommen und dabei auf Umgebungsdruck entspannt wird. Durch die Expansion kühlt das Gas durch den Joule-Thomson-Effekt unter den Gefrierpunkt ab. Befindet sich das Ventilsystem des Druckreglers in einem Medium (Wasser oder Luft) mit geringer Temperatur, kann das gesamte Ventilsystem dadurch unter den Gefrierpunkt des Wassers abgekühlt werden. So kann es durch die in der Druckluft enthaltene Feuchtigkeit zur Eisbildung in der ersten Stufe des Atemreglers kommen, wodurch dieser in seiner Funktionsfähigkeit eingeschränkt wird und die Atemluft unkontrolliert abströmen kann. Wenn keine Reserve-Luftquelle zur Verfügung steht, kann Ventilvereisung zu tödlichen Unfällen führen.